# Balaibalan
Balaibalan ist eine Kunstsprache, die aus dem 15. oder 16. Jahrhundert stammt. Sie ist lediglich durch einen Eintrag in der Handschrift Notices et extraits des Manuscrits de la Bibliothèque Impériale (1813) überliefert. Er stammt vom französischen Philologen Antoine-Isaac Silvestre de Sacy und enthält eine kurze Grammatik, ein Wörterbuch mit persischen und türkischen Übersetzungen für Balaibalan und einzelne Textproben, darunter eine Vorrede in der Sprache mit arabischer Übersetzung.
Übersetzt bedeutet Balaibalan so viel wie Sprache des Belebenden. Im Arabischen entspricht dies lisānal-Muḥyī. Alessandro Bausani erwähnt, dass es den arabischen Eigennamen Muḥyī’d-Dīn gibt. Aufgrund dieser Ähnlichkeit nimmt er an, dass der Erfinder der Sprache diesen Namen trug. Aufgrund der Flexibilität und Vollendung der Sprache nimmt Bausani an, dass mehrere Personen an der Entwicklung beteiligt waren.
Mehrere Wörter lassen einen türkischen, persischen und arabischen Ursprung erkennen. Aufgrund dessen, dass Großteile des Wörterbuchs auch auf Türkisch verfasst wurden, ist davon auszugehen, dass der Erfinder der Sprache ein Türke war oder zumindest über gute Kenntnisse dieser Sprache neben Arabisch und Persisch verfügte.

## Beispiele
| Balaibalan (Transkription) | Deutsch       |
| -------------------------- | ------------- |
| ād                         | eins (1)      |
| baz                        | zwei (2)      |
| jil                        | drei (3)      |
| waz                        | erstens (1.)  |
| bazam                      | zweitens (2.) |
| jilam                      | drittens (3.) |